# Vallisneria nana
Vallisneria nana là một loài thực vật có hoa trong họ Hydrocharitaceae. Loài này được R.Br. miêu tả khoa học đầu tiên năm 1810.